# Anemonia indica
Anemonia indica is een zeeanemonensoort uit de familie van de Actiniidae. De wetenschappelijke naam van de soort is voor het eerst geldig gepubliceerd in 1968 door Parulekar.